# Informatikatörténeti Fórum
Az Informatikatörténeti Fórum (iTF) 2009-ben, a Neumann János Számítógép-tudományi Társaság (NJSZT) keretein belül alakult szakmai közösség, az informatika hazai történetének, fejlődésének, eredményeinek és elterjedésének dokumentálására, bemutatására.

## Előzmények
A Neumann János Számítógép-tudományi Társaság, elsősorban Kovács Győző villamosmérnök, informatikus szorgalmazására, már 1975-től felvetette az elavult informatikai eszközök gyűjtésének gondolatát. 1992-ben a NJSZT, az Országos Műszaki Múzeum, és az ÁSZSZ (az egykori Állami Számítástechnikai Szolgáltató Vállalat) megalakították az Informatika Történeti Múzeum Alapítvány-t (ITMA), az NJSZT és az Országos Műszaki Múzeum által meghirdetett számítógép gyűjtő akció eredményeként gyűlő sok ezer darabos számítástechnikai eszközgyűjtemény gondozására. Az 1995-ös VI. Neumann Kongresszuson nagyméretű szekció foglalkozott a magyar számítástechnikai múlttal. A Társaság foglalkozni kezdett a magyarországi informatika történetének szakszerű feltárása és megőrzése kérdéskörével; a szellemi, személyi emlékek gyűjtésére és rendezésére irányuló aktivitást küldetésének programjában is rögzítette. 2009-ben Dömölki Bálint javaslatára megalakult az NJSZT egyik szakmai közösségeként az iTF.

## A Fórum célkitűzése
Az iTF alapvető célkitűzése az informatika magyarországi kialakulásának, fejlődésének, eredményeinek és elterjedésének bemutatása, dokumentálása. Célja, hogy felhívja a mai és az elkövetkező generációk figyelmét a múltra, amelynek szakemberei – lassanként feledésbe merülő – úttörő munkájukkal megalapozták a jelent és a lehetőségekkel teli jövőt. Kiemelt feladatának tartja bemutatni a múltban fontos szerepet játszó személyeket, intézményeket, termékeket, rendezvényeket és írásokat, az elérhető dokumentumok mellett felhasználva a még élők szakmai emlékezetét is. Emellett - lehetősége szerint – segíti a különböző helyeken és célokkal folyó feltárási, emlékmegőrző és ismertető munkákat. A Fórum meggyőződése, hogy a múlt és az emlékek megőrzése hasznos tanulsággal szolgálhat a jelen és jövő szakemberei számára is.

## Főbb tevékenységi körök
- A hazai informatika meghatározó történéseit, intézményeit bemutató és rögzítő konferenciák, valamint - az informatikatörténet iránt érdeklődők számára - kötetlenebb találkozók és vitafórumok szervezése. A rendezvények eredményeinek kiértékelése és nyilvánosan elérhetővé tétele.
- A múlttal kapcsolatos emlékek folyamatos feltárása és gyűjtése, visszaemlékezések írása; írott, hang- és videó-interjúk, ill. egyéb ismertető videók készítése. Fontos feladat személyes beszélgetések alapján videóra rögzíteni a múlt néhány ismertebb és jelentősebb személyiségének szakmai élettörténetét - megalapozva ezzel egy tematikus „oral history” gyűjteményt.
- Adattár összeállítása elsősorban a hazai informatikatörténet jelentősebb személyiségeiről, intézményeiről, termékeiről, rendezvényeiről, dokumentumairól.
- Hírek szolgáltatása a fenti témakörökhöz kapcsolódóan.
- Különböző helyeken és célokkal folyó feltárási, emlékmegőrzési és ismertető munkák segítése.
- Az eredmények, feltárt adatok, ismeretek publikálása és nyilvánosság elé tárása az iTF honlapján.

## A Fórum működése
Az iTF munkáját Vezetőség irányítja, amelyet az iTF nyilvános közgyűlésén választanak meg. A közgyűlésen gyakorlatilag minden érdeklődő NJSZT tag részt vehet.
A Fórum Informatikatörténeti Adattárat (iTA) épít, és gyűjti az abba való anyagokat személyekről, intézményekről, termékekről, rendezvényekről s más dokumentumokról. Az Adattár elemeit a Szerkesztőség gyűjti, szerkeszti, gondozza. A Fórum mindennemű és -szintű tevékenységét, a technikai fejlesztéseket, tartalmi bővítéseket stb. nagyrészt igen aktív önkéntes munkatársak végzik.  
Az Adattár folyamatosan bővül a jelenkor és a múlt adataival. Oda bárki egy formanyomtatvány kitöltésével beküldhet hiányzó vagy hiányzónak vélt információt, és a Szerkesztőség minősíti az adat jelentőségét, és eldönti az adat felvételét, esetleges további információk kérését, hozzáadását. 
A Fórummal, illetve az Adattárral kapcsolatos hírek, események, rendezvények és egyéb információk ugyancsak megtalálhatók az iTF honlapján. 
Az iTF igénybe veszi és felhasználja számos együttműködő partner értékes szellemi segítségét.
Munkája során szorosan együttműködik az NJSZT többi szakmai közösségével, az NJSZT Informatikatörténeti Kiállítással (ITK), a Magyar Elektronikus Könyvtárral és a Magyar Nemzeti Digitális Archívum és Filmintézettel.
A Fórum jelentős eseménysorozata a „Nagy számítástechnikai műhelyek” történetét áttekintő rendezvénysorozat.
Ugyancsak kiemelt jelentőségű az „IT evolúciója” állandó kiállítás az Óbudai Egyetemen (a gyűjtemény alapítója és kezelője, egyben a kiállítás fő rendezője dr. Kutor László egyetemi docens).
A Fórum és a honlap működtetésének fenntartó szponzora az NJSZT; további szponzorok: az Óbudai Egyetem, amely többek között biztosítja az „IT evolúciója” kiállítás működtetését, és rendezvényeknek is rendszeresen biztosít helyszínt; valamint a Kormányzati Informatikai Fejlesztési Ügynökség (KIFÜ), amelynek szerverein a Fórum honlapja fut.

## Az iTF honlap felépítése
- Az iTF ismertetése
- iTF hírek
- iTF események
- Adattár

## Az Adattár felépítése, tartalma
Az Adattár 6 rovatból és alrovatokból áll:
- Személyek
  - Ki kicsoda (élő személyek)
  - Akik már… (elhunyt személyek)
  - Videó portrék
- Intézmények
  - Vállalatok
  - Hivatalok
  - Társadalmi szervezetek
  - Oktatási intézmények
- Termékek
  - Hardver
  - Szoftver
  - Komplex rendszerek
- Rendezvények
- Írások
- Videótár

Az Adattár minden egyes, az előbbi csoportok valamelyikébe tartozó tételéről részletes adatlapot tartalmaz, és az adatlapon további források, linkek is találhatók az adott tételre vonatkozóan. Az Adattár tételeinek száma 2020-ban meghaladta a 4000-et.
A Személyek rovatban a hazai informatika történetében említésre méltó teljesítményt nyújtó szakemberekre, a szakma úttörőire, az informatika kutatásában, fejlesztésében, alkalmazásában, oktatásában és elterjesztésében résztvevőkre vonatkozó információk szerepelnek. Közülük jó néhányan beírták nevüket a természet-, a műszaki vagy egyéb tudományok történetébe is. Sokan vannak, akik már csak a barátok, ismerősök, munkatársak emlékezetében élnek; az ITF az ő emlékük megőrzését is fontos kötelességének tekinti. 
A „Ki kicsoda” címszó alatt az élő, az ”Akik már nincsenek közöttünk” címszó alatt pedig a már eltávozott szakemberek életútja olvasható. Az egyes személyeknél életrajzi adatok, írásaik vagy azokra hivatkozások és más kapcsolódó dokumentumok, illetve legtöbb esetben fényképeik is megtalálhatóak. A szerkesztőség önkéntesei – hacsak lehetett – külső segítőket is bevontak a gyűjtésbe. A „Ki kicsoda” alrovatban szereplők általában felkérésre adtak anyagot magukról.
A “Videó portrék” címszó alatt a szakma egyes kiemelkedő idősebb személyiségeiről az iTF által készített életút-interjúk láthatóak. (Az elkészült portréfilmek jó része nemcsak az iTF honlapon tekinthetők meg, hanem a Magyar Nemzeti Digitális Archívum és Filmintézet anyagai közé is bekerült.)
Az Intézmények rovat a hazai informatika történetében szerepet játszó egykori – köztük a még ma is, vagy jogutódjaikban létező – vállalatok és vállalkozások, állami-, központi és hatósági szervek, egyesületi és társadalmi szervezetek, valamint oktatási intézmények életéről és munkájáról kaphatunk áttekintést. Az adatlapokról elérhetők az adott intézményekkel kapcsolatos leírások és további érdekességek (történetek, képek, kapcsolódó dokumentumok) is.
A gyűjtemény nem lezárt, így további intézményekre vonatkozó adatok gyűjtése folyamatban van. Az intézmények adatlapjai a következő csoportosításban szerepelnek.
- A Vállalatok csoportba sorolt intézmények valamilyen informatikai terméket hivatásszerűen állítottak, üzemeltettek vagy informatikai szolgáltatást nyújtottak. Ide tartoznak a kutató- és fejlesztőintézetek, és más – mai szóhasználattal - nonprofit intézmények is.
- A Hivatalok mindazon állam- és közigazgatási szervezetek, intézmények, amelyek az informatika fejlesztését és kutatását, illetve elterjedését elsőkként segítették elő.
- A Társadalmi szervezetek között olyan állami, társadalmi és civil szervezetek találhatók, amelyek kiemelten támogatták, szolgálták és szervezték az informatika fejlesztését, kutatását és elterjedését.
- Az Oktatási intézmények élen jártak a számítástechnika (később informatika) oktatásában, illetve ilyen témákban jelentősebb kutatási projekteket valósítottak meg.

A Termékek rovat tartalmazza az 1990-ig terjedő időszakban Magyarországon készült vagy hazai szellemi hozzájárulással létrehozott, illetve külföldről behozott azon hardver és szoftver termékek felsorolását és ismertetését, amelyeknek a hazai informatikai kultúra kialakulásában jelentős szerepük volt. Az egyes termékekről gyűjtött adatokat egyedi termék-adatlapok tartalmazzák. Az adatlapokról elérhetők még a kapcsolódó előadások videó-felvételei, esetenként a kiállítóhely, ahol a termék megtekinthető.
A Rendezvények rovatba elsősorban a nemzetközi, országos jelentőségű vagy szakmatörténeti szempontból kiemelkedő hazai informatikai rendezvényekkel kapcsolatos adatokat gyűjtik, de igény esetén helyt adnak kisebb jelentőségű, helyi rendezvényeknek is.
Az Írások a rovat az informatika történetével foglalkozó magyar vonatkozású vagy a hazai informatika-történettel kapcsolatos eddig összegyűjtött írásos anyagokat tartalmazza az alábbi témák szerint csoportosítva.
- Általános informatika történet: az informatika nemzetközi történetére vonatkozó írások.
- Magyar informatika történet: a hazai informatika történetét bemutató írások, beleértve a magyar szakembereknek a világ informatikájában betöltött szerepének bemutatását is.
- Szakterületek (pl. oktatás, iparágak, államigazgatás stb.) informatikai történetére vonatkozó írások.
- Hazai intézmények informatikai történetét leíró anyagok.
- Termékek (hardver és szoftver eszközök, komplett alkalmazási rendszerek) történetét, valamint a fejlesztésükre, az ismertetésükre vagy a használatukra vonatkozó, esetleg más érdekességeket tartalmazó írások.
- Személyekre vonatkozó írások (életrajzok, munkásságok ismertetése, méltatások stb.).

Az iTF-nek nem célja, hogy egy adott területről teljes irodalomjegyzéket adjon: a szakmai publikációk, illetve egyéb anyagok csak akkor kaphatnak helyet a rovatban, ha közvetlen informatikatörténeti vonatkozásuk van. (Az Adattárban megjelennek bizonyos – Segédanyagoknak nevezett – írások is, amelyek lehetőséget adnak, hogy az Adattár egyéb bejegyzéseiben található egyes hivatkozásokat az érdeklődők itt megtalálják.)
A Videótár rovatban az Adattár által nyilvántartott videók találhatók - listaszerűen, áttekinthető rendezésben. Legnagyobb számban az iTF által szervezett és lebonyolított események előadásainak videó felvételei tekinthetők meg itt. Itt találhatók az „Arcképek a magyar informatika történetéből” című videó portré sorozat videói is, amelyeken jelentős teljesítményt nyújtó szakemberekkel készült riportok láthatók. Ugyancsak megtalálhatók itt az „A jövő múltja” című szegedi Informatikatörténeti Kiállítás (ITK) egyes tárgyait ismertető videók. Előbbiek mellett az iTF gyűjtőkörébe tartozik még egy sor különböző, az informatika történetét bemutató videó is. Ezeknek a listája az Egyedi videók elnevezésű alrovatban található meg.

## Egyéb érdekességek
Az iTF logója a számítástechnikai eszközök történetében egyes, nagyjelentőséggel bíró tárgyak képeiből került megszerkesztésre.
Az Adattárban lévő tételekre vonatkozó mennyiségi adatok összefoglalóan megtalálhatók a honlap http://itf.njszt.hu/tartalom-rovid-attekintese címen.
A Fórum aktív kapcsolatot tart fent az érdeklődőkkel és adat-beküldőkkel a honlap Kapcsolat és Üzenetküldés menü-pontjain keresztül.